# Ахелоос
Ахело́ос, Аспропо́тамос (греч. Αχελώος) — река в западной Греции. Это вторая река по протяжённости после Альякмона.
Дельта Ахелооса, лагуны Этоликон и Месолонгион, устье Эвиноса, острова Эхинады и остров Петалас входят в сеть охранных участков на территории ЕС «Натура 2000». Экосистема хотя и подверглась сильному влиянию деятельности человека, всё же имеет значительную экологическую ценность, по этой причине водно-болотные угодья включены в Рамсарскую конвенцию.

## Течение

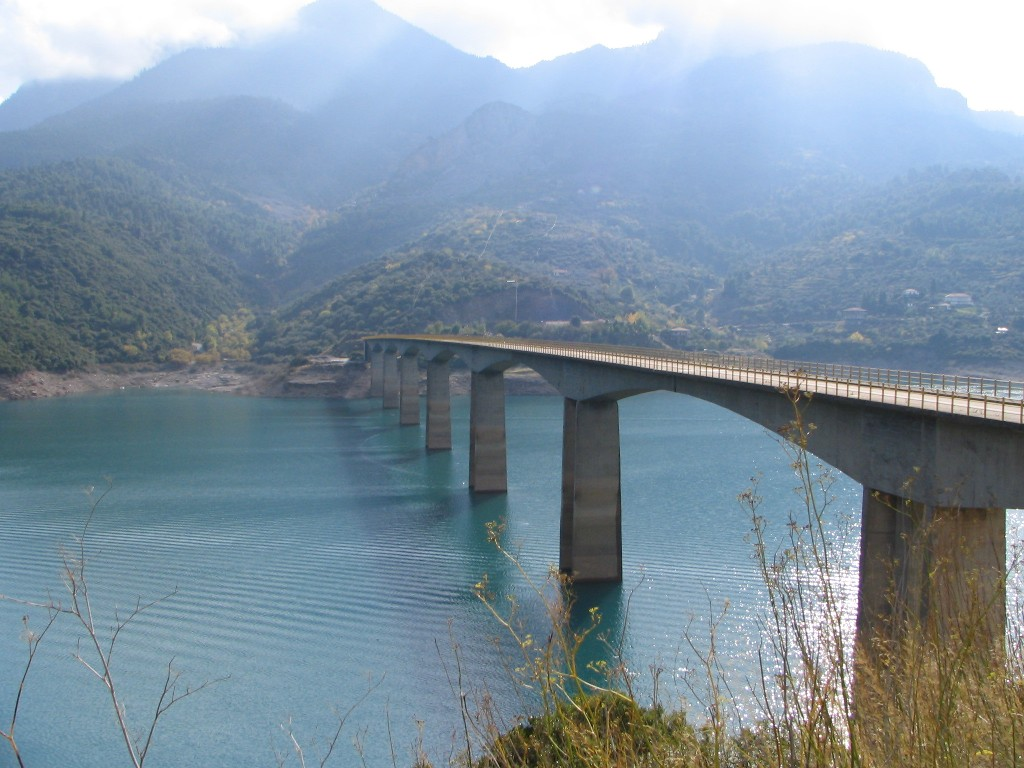
Мост Татарнас через водохранилище Кремасту

Начинается в периферийной единице Трикала, в горах Пинд, у подножия горы Перистери, на высоте 2000 метров над уровнем моря. В верховье принимает первый приток Аспропотамос («белая река»). Далее течёт по границе между периферийными единицами Арта (в периферии Эпир) и Этолия и Акарнания (в периферии Западная Греция) на западе и по периферийным единицам Трикала, Кардица (в периферии Фессалия) и Эвритания (в периферии Центральная Греция) на востоке. В среднем течении, в водохранилище Кремасте принимает притоки Аграфьотис и Тавропос.
В горах Панетоликон была построена плотина Стратос, перед которой образовалось водохранилище шириной 10—15 км. Через него был построен двухкилометровый мост.
В устье река разделяется на несколько рукавов, которые впадают в Ионическое море.

## История

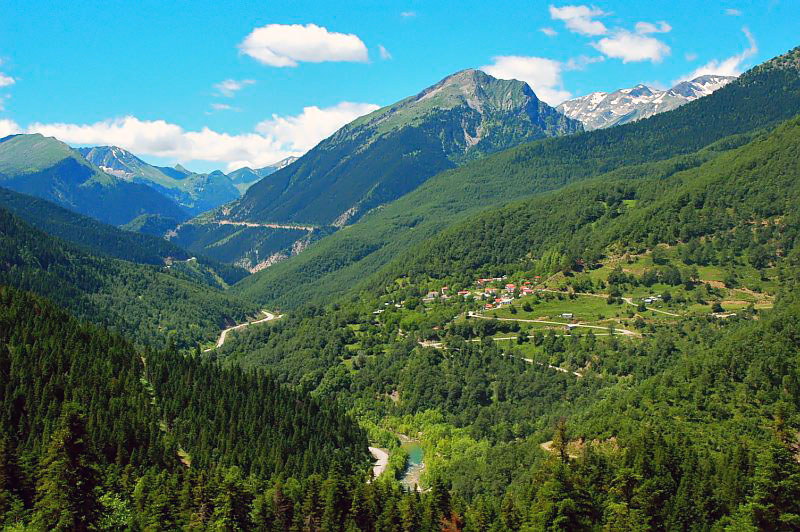
Долина Аспропотамос

В античные времена река служила естественным рубежом между Этолией и Акарнанией. В давние времена называлась Тоас, Тестиос, Аксенос. Прежде впадала в озеро (лагуну) Месолонгион. В 1960-х годах на реке были построены плотины и гидроэлектростанции Кремаста и Кацики, которые дают электроэнергию Западной Греции. Через водохранилища построены 2 арочных моста.